# Cupca, Adâncata
Cupca (în ucraineană Купка, transliterat Kupka, în rusă Купка și în germană Kupka) este un sat reședință de comună în raionul Adâncata din regiunea Cernăuți (Ucraina). Are 2,671 locuitori, preponderent români.
Satul este situat la o altitudine de 365 metri, în partea de vest a raionului Adâncata.

## Istorie
Localitatea Cupca a făcut parte încă de la înființare din regiunea istorică Bucovina a Principatului Moldovei. În ianuarie 1775, ca urmare a atitudinii de neutralitate pe care a avut-o în timpul conflictului militar dintre Turcia și Rusia (1768-1774), Imperiul Habsburgic (Austria de astăzi) a primit o parte din teritoriul Moldovei, teritoriu cunoscut sub denumirea de Bucovina. După anexarea Bucovinei de către Imperiul Habsburgic în anul 1775, localitatea Cupca a făcut parte din Ducatul Bucovinei, guvernat de către austrieci, făcând parte din districtul Storojineț (în germană Storozynetz).  
După Unirea Bucovinei cu România la 28 noiembrie 1918, satul Cupca a făcut parte din componența României, în Plasa Flondoreni a județului Storojineț. Pe atunci, majoritatea populației era formată din români. În perioada interbelică, a funcționat aici o filială a Ligii Culturale .
Ca urmare a Pactului Ribbentrop-Molotov (1939), Bucovina de Nord a fost anexată de către URSS la 28 iunie 1940. După ocuparea satului de către sovietici, mai mulți săteni au încercat să treacă în România. Ca urmare a zvonurilor lansate de NKVD că s-ar permite trecerea graniței în România, la 1 aprilie 1941, un grup mare de oameni din mai multe sate de pe valea Siretului (Pătrăuții de Jos, Pătrăuții de Sus, Cupca, Corcești și Suceveni), purtând în față un steag alb și însemne religioase (icoane, prapuri și cruci din cetină), a format o coloană pașnică de peste 3.000 de persoane și s-a îndreptat spre noua graniță sovieto-română. În poiana Varnița, la circa 3 km de granița română, grănicerii sovietici îi așteptau ascunși în pădure; au tras din plin cu mitraliere, în continuu, secerându-i. Supraviețuitorii au fost urmăriți de cavaleriști și spintecați cu sabia. Supraviețuitorii au fost arestați de NKVD din Adâncata și după torturi înfiorătoare, au fost duși în cimitirul evreiesc din acel orășel și aruncați de vii într-o groapă comună, peste care s-a turnat și s-a stins var. Conform listelor realizate mai târziu, din Cupca au existat 5 victime ale Masacrului de la Fântâna-Albă: Ioan Belmega, Ioan Gaza, Mihai Țugui, Arcadie Plevan etc. . 
Bucovina de Nord a reintrat în componența României în perioada 1941-1944, fiind reocupată de către URSS în anul 1944 și integrată în componența RSS Ucrainene. 
Începând din anul 1991, satul Cupca face parte din raionul Adâncata al regiunii Cernăuți din cadrul Ucrainei independente. La recensământul din 1989, numărul locuitorilor care s-au declarat români plus moldoveni era de 2.350 (2.336+14), reprezentând 97,71% din populația localității . În prezent, satul are 2.671 locuitori, preponderent români.

## Demografie
Componența lingvistică a comunei Cupca
     Română (97,23%)
     Ucraineană (2,06%)
     Alte limbi (0,67%)
Conform recensământului din 2001, majoritatea populației comunei Cupca era vorbitoare de română (97,23%), existând în minoritate și vorbitori de ucraineană (2,06%).
1930: 2.130 (recensământ) 
1989: 2.405 (recensământ)
2007: 2.671 (estimare)

### Recensământul din 1930
Componența etnică a comunei Cupca (județul Storojineț)
     Români (91,64%)
     Germani (2,2%)
     Evrei (3,33%)
     Ruteni (1,87%)
     Polonezi (0,96%)
Componența confesională a comunei Cupca
     Ortodocși (92,11%)
     Romano-catolici (2,34%)
     Mozaici (3,33%)
     Greco-catolici (1,45%)
     Baptiști (0,77%)
Conform recensământului efectuat în 1930 , populația comunei Cupca se ridica la 2.130 locuitori. Majoritatea locuitorilor erau români (91,64%), cu o minoritate de germani (2,20%), una de evrei (2,33%), una de ruteni (1,87%) și una de polonezi (0,96%). Din punct de vedere confesional, majoritatea locuitorilor erau ortodocși (92,11%), dar existau și romano-catolici (2,34%), mozaici (3,33%), greco-catolici (1,45%) și baptiști (0,77%). 